# Mieczysław Winkler
Mieczysław Winkler właśc. Mieczysław Romanowski (ur. 30 lipca 1891 w Naborowie, zm. 29 listopada 1971 w Częstochowie) – polski aktor i reżyser teatralny i filmowy, dyrektor teatrów.

## Życiorys
Kształcił się w Warszawie, gdzie zdał maturę (1909) i uczęszczał do Szkoły Aplikacyjnej. Na scenie debiutował w warszawskim Teatrze Małym, gdzie grał w latach 1910–1912. Następnie występował w teatrach prowincjonalnych, by na okres 1915–1917 powrócić do stolicy (Teatr Polski, Teatr Na Czasie, Teatr Ludowy). Kolejne lata spędził w Lublinie (1917, 1919), jako kierownik objazdowego kabaretu Czarny Kot m.in. w Radomiu (1918, pod nazwiskiem Winkler), w Płocku (1918–1919, również jako kierownik zespołu), w objazdowych zespołach wojskowych m.in. w Gdańsku (1920–1921) oraz w Sosnowcu (1921–1922). W okresie 1922–1923 występował w Krakowie (Teatr Miejski, Teatr Bagatela, a w latach 1923–1926 – ponownie w stolicy (Teatr Stańczyk, Teatr Letni, Teatr im. Aleksandra Fredry, Teatr Wodewil). Wówczas też zawarł związek małżeński z Marią Hryniewicz. Przez kolejne lata pracował we Lwowie (Teatr Miejski, 1926–1927), Lublinie (Teatr Miejski, 1927–1928), ponownie w Warszawie (Teatr Nowości 1928 i 1931, Teatr Bagatela 1931) oraz Płocku (1929–1930, pełniąc również funkcję dyrektora administracyjnego). W sezonie 1931/1932 grał w  Teatrze Objazdowym Samorządów Województwa Białostockiego, a w okresie 1933–1936 kierował Teatrem Popularnym w Łodzi. Następnie powrócił do stolicy, gdzie był kierownikiem artystycznym w Teatrze Rozmaitości (1936–1938) oraz występował na scenach: Cyrulika Warszawskiego, Teatru Letniego oraz Teatru 8.15.
Po wybuchu II wojny światowej pracował jako kelner oraz kasjer, dorywczo grając w jawnym Teatrze Nowości. Brał udział w powstaniu warszawskim. Po zakończeniu walk został mianowany pełnomocnikiem rządu do spraw kultury na Kielecczyźnie, gdzie w latach 1945–1946 kierował Teatrem Województwa Kieleckiego. Następnie powrócił do Warszawy, gdzie występował w latach 1946–1954 (Teatr Studio MO, Miejskie Teatry Dramatyczne, Teatr Nowy). W kolejnych latach pracował w Teatrze Ziemi Pomorskiej w Bydgoszczy (1954−1955), Teatrze im. Wojciecha Bogusławskiego w Kaliszu (1955–1957, jako dyrektor i kierownik artystyczny), by ostatecznie osiąść w Częstochowie, gdzie do końca życia grał i reżyserował w tamtejszym Teatrze im. Adama Mickiewicza. Wystąpił również w sześciu audycjach Teatru Polskiego Radia (1950–1955).
Był aktywnym działaczem PZPR. 

## Życie prywatne
Podczas pracy w Warszawie, w 1926 roku zawarł związek małżeński z aktorką Marią Hryniewicz, z którą rozwiódł się po 1946 roku. Jego kolejną żoną była Ludmiła Danjell – również aktorka. Kierując teatrem w Kaliszu poznał aktorkę Elżbietę Kowalewską, z którą pozostawał w wieloletnim związku partnerskim.

## Ordery i odznaczenia
- Złoty Krzyż Zasługi (17 maja 1946)[1]
- Medal 750-lecia Częstochowy (1967)

## Filmografia
- Grzeszny żywot (1929)
- Dziesięciu z Pawiaka (1931)
- Jadzia (1936) – sprzedawca w sklepie Okszy
- Fredek uszczęśliwia świat (1936) – Winkel, dostawca wina
- Bolek i Lolek (1936)
- Ułan księcia Józefa (1937) – porucznik ułanów
- Skłamałam (1937) – pracownik w biurze pośrednictwa pracy
- Niedorajda (1937) – Antoni, pracownik w warsztacie Onufrego Majewskiego
- Zapomniana melodia (1938) – recepcjonista w hotelu "Continental"
- Za winy niepopełnione (1938) – recepcjonista w hotelu w Krakowie
- Profesor Wilczur (1938) – Ludwik, służący profesora Wilczura
- Paweł i Gaweł (1938) – recepcjonista w hotelu Bellevue
- Żona i nie żona (1939) – Antoni, służący Geista
- Przez łzy do szczęścia (1939) – Antoni, dozorca w sierocińcu
- Ja tu rządzę (1939) – mężczyzna na trybunie wyścigów konnych
- Czarne diamenty (1939) – górnik